# Dichiarazione di Chicago sull'inerranza biblica
La Dichiarazione di Chicago è un documento che afferma la dottrina dell'Inerranza della Bibbia. Esso fu scritto nel 1978 ed è molto influente fra le chiese evangelicali

## Storia
Dal 26 al 28 ottobre 1978 si tenne a Chicago un congresso per chiarire il significato della totale veracità della Scrittura. Presieduto da J.M. Boice e animato dal segretario Jay H. Grimstead, esso raccolse 268 partecipanti provenienti da diverse chiese, facoltà e scuole. Dopo un ampio dibattito si giunse a questa Dichiarazione. Essa fu firmata da 240 partecipanti al congresso stesso ed ebbe una larga eco nel mondo teologico mondiale. La commissione che redasse la dichiarazione era formata da Edmund Clowney, James Innell Packer, R.C. Sproul, Roger R. Nicole, Earl D. Radmacher, Harold W. Hoehner, Norman L. Geisler, Donald E. Hoke.

## Caratteristiche
Questa dichiarazione comprende tre parti: un riassunto, degli articoli in cui esprime la convinzione in modo affermativo e negativo, un'esposizione che spiega gli articoli stessi. I firmatari della dichiarazione riassuntiva e degli articoli vogliono affermare ciò che essi credono in rapporto all'inerranza della Scrittura e incoraggiarsi e stimolarsi mutuamente, come pure incoraggiare e stimolare tutti gli altri cristiani a credere nell'intelligenza di questa dottrina e nella sua importanza. Essi sono coscienti dei limiti di un documento preparato in occasione di un congresso con un programma assai intenso; pertanto non si proponevano di conferire a questa dichiarazione lo statuto di una confessione di fede. 
Nella sua premessa, la dichiarazione afferma: "Siamo convinti che negare l'inerranza biblica significa respingere la testimonianza di Gesù Cristo e dello Spirito Santo e rifiutare questa obbedienza alle asserzioni della Parola stessa di Dio che caratterizza la fede cristiana autentica. Riteniamo che sia nostro preciso dovere affermare la verità dell'inerranza nel nostro tempo: alcuni dei nostri fratelli, infatti, non la professano più e nel mondo in generale si constata una notevole incomprensione in proposito".

## Documentazione
La versione italiana della "Dichiarazione di Chicago" è presente in: "Dichiarazioni evangeliche. Il movimento evangelicale 1966-1996, a cura di Pietro Bolognesi, in collaborazione con l'Alleanza Evangelica Italiana e con la Consultazione Ministeriale Evangelica, Edizioni Dehoniane, Bologna, 1998, ISBN 88-10-20593-6.
La Dichiarazione è stata pubblicata come The Chicago Statement on Biblical Inerrancy, Oakland, Ca. 1978; l'international Council on Biblical Inerrancy ha pubblicato una circolare, ICBI Update (1978-1985), e ha curato o sollecitato la pubblicazione di opere accademiche e divulgative sul tema dell'inerranza: 
- J.M. Boice (ed.), The Foundation of Biblical Authority, Zondervan, Grand Rapids 1978;
- Norman L. Geisler (ed.), Inerrancy, Zondervan, Grand Rapids 1980;
- Roger R. Nicole & J. Ramsey Michaels (eds.), Inerrancy and Common Sense, Baker, Grand Rapids 1980;
- Gordon R. Lewis & Bruce Demares (eds.), Challenge to Inerrancy. A Theological Response, Moody Press, Chicago 1984.

## Voci connesse
- Dichiarazione di Chicago sull'ermeneutica biblica
- Ermeneutica biblica